# Idol 2017
Idol 2017 var TV-programmet Idols trettonde säsong i Sverige. Även denna säsong sändes programmet av TV4. Vann gjorde Chris Kläfford. Juryn bestod av Kishti Tomita, Nikki Amini, Alexander Kronlund och Anders Bagge. Programledare var Pär Lernström och Gina Dirawi.

## Förändringar
- Juryn 2017 bestod av fyra medlemmar.[3]

- Gina Dirawi tillkom som programledare tillsammans med Pär Lernström.[4]

- Tittarna kunde rösta på deltagarna som slagits ut från slutauditions gruppmoment. De fyra populäraste tog sig in till kvalveckan.[5]

## Utröstningsschema
Schemat visar hur varje deltagare placerade sig under kvalveckan och i veckofinalerna. 
| Stadium:     | Stadium:                   | Kvalveckan | Kvalveckan | Kvalveckan | Kvalveckan | Kvalveckan | Kvalveckan | Veckofinalerna | Veckofinalerna | Veckofinalerna | Veckofinalerna | Veckofinalerna | Veckofinalerna | Veckofinalerna | Veckofinalerna | Veckofinalerna | Veckofinalerna | Veckofinalerna |          |          |
| Datum:       | Datum:                     | 18/9       | 19/9       | 20/9       | 21/9       | 22/9       | 22/9       | 29/9           | 6/10           | 13/10          | 20/10          | 27/10          | 3/11           | 10/11          | 17/11          | 24/11          | 1/12           | 8/12           |          |          |
| Plats        | Tävlande                   | Resultat   | Resultat   | Resultat   | Resultat   | Resultat   | Resultat   | Resultat       | Resultat       | Resultat       | Resultat       | Resultat       | Resultat       | Resultat       | Resultat       | Resultat       | Resultat       | Resultat       | Resultat | Resultat |
| 1            | Chris Kläfford             |            |            |            |            |            |            |                |                |                |                |                |                |                |                |                |                | Vinnare        |          |          |
| 2            | Hanna Ferm                 |            |            |            |            |            |            |                |                |                |                |                |                |                |                |                |                | Tvåa           |          |          |
| 3            | Gabriel Cancela            |            |            |            |            |            |            |                |                |                |                |                |                |                |                |                | Utröst.        |                |          |          |
| 4            | Jemima Hicintuka           |            |            |            |            |            |            |                |                |                |                |                |                |                |                | Utröst.        |                |                |          |          |
| 5            | Kevin Klein                |            | 3:a        |            |            | WC 2       |            |                |                |                |                |                |                |                | Utröst.        |                |                |                |          |          |
| 6            | Noah Gerstenfeld           |            |            |            | 3:a        | WC 1       |            |                |                |                |                |                |                | Utröst.        |                |                |                |                |          |          |
| 7            | Joakim Jakobsson           |            |            |            |            |            |            |                |                |                |                |                | Utröst.        |                |                |                |                |                |          |          |
| 8            | Erika Bitanji              |            |            |            |            |            |            |                |                |                |                | Utröst.        |                |                |                |                |                |                |          |          |
| 9            | Magnus Schönberg           |            |            |            | 3:a        | WC 4       |            |                |                |                | Utröst.        |                |                |                |                |                |                |                |          |          |
| 10           | Olivia Åhs                 |            |            |            |            |            |            |                |                | Utröst.        |                |                |                |                |                |                |                |                |          |          |
| 11           | Kevin Olsson               |            |            |            |            |            |            |                | Utröst.        |                |                |                |                |                |                |                |                |                |          |          |
| 12           | Frida Hörnquist            |            |            | 3:a        |            | WC 3       |            | Utröst.        |                |                |                |                |                |                |                |                |                |                |          |          |
| 13           | Victor Leksell             |            |            |            |            | Rev. 1     | Utröst.    |                |                |                |                |                |                |                |                |                |                |                |          |          |
| Semi         | Jack Stengel-Dahl          |            |            |            | 3:a        | Utröst.    |            |                |                |                |                |                |                |                |                |                |                |                |          |          |
| Semi         | Sebastian Dahlström        |            |            |            | 3:a        | Utröst.    |            |                |                |                |                |                |                |                |                |                |                |                |          |          |
| Semi         | Amanda Persson             |            |            | 3:a        |            | Utröst.    |            |                |                |                |                |                |                |                |                |                |                |                |          |          |
| Semi         | Selina Flodgren Gustafsson |            |            | 3:a        |            | Utröst.    |            |                |                |                |                |                |                |                |                |                |                |                |          |          |
| Semi         | Melvin Larsson Siili       |            | 3:a        |            |            | Utröst.    |            |                |                |                |                |                |                |                |                |                |                |                |          |          |
| Semi         | Oliver Sävv                |            | 3:a        |            |            | Utröst.    |            |                |                |                |                |                |                |                |                |                |                |                |          |          |
| Semi         | Daria Kustovskaya          | 3:a        |            |            |            | Utröst.    |            |                |                |                |                |                |                |                |                |                |                |                |          |          |
| Semi         | Lizette Didriksson         | 3:a        |            |            |            | Utröst.    |            |                |                |                |                |                |                |                |                |                |                |                |          |          |
| Semi         | Paulina Nylander           | 3:a        |            |            |            | Utröst.    |            |                |                |                |                |                |                |                |                |                |                |                |          |          |
|              |                            |            |            |            |            |            |            |                |                |                |                |                |                |                |                |                |                |                |          |          |
| Revan- schen | Victor Leksell             |            |            |            |            |            |            |                |                |                |                |                |                |                |                |                |                |                |          |          |
| Revan- schen | Magdalena Reise            |            |            |            |            |            |            |                |                |                |                |                |                |                |                |                |                |                |          |          |
| Revan- schen | Anna-Mi Svedjekrans        |            |            |            |            |            |            |                |                |                |                |                |                |                |                |                |                |                |          |          |
| Revan- schen | Emmelie Battah             |            |            |            |            |            |            |                |                |                |                |                |                |                |                |                |                |                |          |          |

| Topp 12 | Top 21 | Revanschen | Kvalfinalens wildcard | Hänger löst/ sista att gå vidare | Utröstad | Hoppade av tävlingen | Säker/ går vidare | Ej avgjort/ framträder ej/ utslagen |

## Auditionuttagningarna
En auditionturné hölls under mars och april 2017. Lägsta ålder för att delta var 16 år (senast per den 1 september 2017).
| Sökdatum | Stad       | Arena            |
| -------- | ---------- | ---------------- |
| 11 mars  | Göteborg   | Eriksbergshallen |
| 18 mars  | Malmö      | Slagthuset       |
| 1 april  | Stockholm  | Tele2 Arena      |
| 9 april  | Skellefteå | Folkparken       |
| 15 april | Jönköping  | Spira            |

## Topp 21 till kvalet
Deltagarna nedan var de som slutligen blev utvalda att gå vidare från slutaudition till kvalveckan. De tolv fetmarkerade deltagarna blev de utvalda till veckofinalerna.
- Amanda Persson, 16 år, Bjärred
- Chris Kläfford, 28 år, Lindesberg
- Daria Kustovskaya, 20 år, Boden
- Erika Bitanji, 17 år, Göteborg
- Frida Hörnquist, 16 år, Ytterby
- Gabriel Cancela, 24 år, Stockholm
- Hanna Ferm, 16 år, Pixbo
- Jack Stengel-Dahl, 21 år, Södertälje
- Jemima Hicintuka, 18 år, Gällivare
- Joakim Jakobsson, 29 år, Malmö
- Kevin Klein, 25 år, Lund
- Kevin Olsson, 20 år, Vellinge
- Lizette Didriksson, 25 år, Jönköping
- Magnus Schönberg, 29 år, Östersund
- Melvin Larsson Silli, 18 år, Veberöd
- Noah Gerstenfeld, 19 år, Göteborg
- Olivia Åhs, 22 år, Västerås
- Oliver Sääv, 20 år, Jönköping
- Paulina Nylander, 16 år, Göteborg
- Sebastian Dahlström, 25 år, Svenljunga
- Selina Flodgren Gustafsson, 18 år, Luleå

## Topp 4 till Revanschen
Deltagarna nedan var de som tidigare hade blivit utröstade under slutaudition och som hade blivit framröstade att göra upp om en plats i kvalfinalen. Revanschvinnaren Victor Leksell lyckades dock inte ta sig vidare från kvalfinalen.
- Anna-Mi Svedjekrans, 23 år, Luleå
- Emelie Battah, 17 år, Jakobsberg
- Magdalena Reise, 22 år, Ekerö
- Victor Leksell, 20 år, Torslanda

## Kvalveckan

### Kvalheat 1
Sändes 18 september 2017. Hanna Ferm och Olivia Åhs gick vidare till kvalfinalen.

#### Revanschen: Avsnitt 1
Det första avsnittet av Revanschen sändes på TV4-Play den 18 september 2017. I programmet presenterades vilka deltagare som fått flest röster av de utslagna och fick chansen att tävla i Revanschen.

### Kvalheat 2
Sändes 19 september 2017. Gabriel Cancela och Chris Kläfford gick vidare till kvalfinalen.

#### Revanschen: Avsnitt 2
Det andra avsnittet av Revanschen sändes på TV4-Play den 19 september 2017. Victor Leksell besegrade Magdalena Reise och gick vidare till Revanschfinalen.

### Kvalheat 3
Sändes 20 september 2017. Erika Bitanji och Jemima Hicintuka gick vidare till kvalfinalen.

#### Revanschen: Avsnitt 3
Det tredje avsnittet av Revanschen sändes på TV4-Play den 20 september 2017. Anna-Mi Svedjekrans besegrade Emelie Battah och gick vidare till Revanschfinalen.

### Kvalheat 4
Sändes 21 september 2017. Joakim Jakobsson och Kevin Olsson gick vidare till kvalfinalen.

#### Revanschen: Avsnitt 4
Det fjärde avsnittet av Revanschen sändes på TV4-Play den 21 september 2017. Victor Leksell besegrade Anna-Mi Svedjekrans i Revanschfinalen och gick vidare till kvalfinalen.

### Kvalfinal
Sändes 22 september 2017.
1. Joakim Jakobsson – "Love Me Again" (John Newman)
2. Olivia Åhs – "Love on the Brain" (Rihanna)
3. Victor Leksell – "Dum av dig" (Daniel Adams-Ray)
4. Noah Gerstenfeld – "Supermarket Flowers" (Ed Sheeran)
5. Hanna Ferm – "Forever Young" (Alphaville)
6. Kevin Olsson – "P.Y.T" (Michael Jackson)
7. Kevin Klein – "Uncover" (Zara Larsson)
8. Gabriel Cancela – "All I Ask" (Adele)
9. Jemima Hicintuka – "Scared to Be Lonely" (Martin Garrix, Dua Lipa)
10. Frida Hörnquist – "It Will Rain" (Bruno Mars)
11. Chris Kläfford – "Radioactive" (Imagine Dragons)
12. Magnus Schönberg – "Shape of You" (Ed Sheeran)
13. Erika Bitanji – "Crazy in Love" (Beyoncé)

#### Kvalfinalens wildcard
1. Noah Gerstenfeld
2. Kevin Klein
3. Frida Hörnquist
4. Magnus Schönberg

#### Utröstningen
Listar här nedan de två sist utropade deltagarna, varav den ena erhöll minst antal tittarröster. Artisterna blev utropade utan inbördesordning.
| Victor Leksell | Jemima Hicintuka |

## Veckofinaler

### Vecka 1: Fredagsparty
Sändes 29 september 2017. 
Deltagarna står nedanför i startordning
1. Frida Hörnquist – "Only Girl (In the World)" (Rihanna)
2. Gabriel Cancela – "I Wish" (Stevie Wonder)
3. Erika Bitanji – "Bang Bang" (Jessie J, Ariana Grande, Nicki Minaj)
4. Joakim Jakobsson – "Dancing on My Own" (med svensk text) (Robyn)
5. Noah Gerstenfeld – "Classic" (MKTO)
6. Kevin Klein – "Castle on the Hill" (Ed Sheeran)
7. Olivia Åhs – "You Shook Me All Night Long" (AC/DC)
8. Kevin Olsson – "Hold My Hand" (Jess Glynne)
9. Hanna Ferm – "Symphony" (Clean Bandit, Zara Larsson)
10. Chris Kläfford – "Don't You Worry Child" (Swedish House Mafia)
11. Magnus Schönberg – "Blame It on the Boogie" (The Jacksons)
12. Jemima Hicintuka – "Ex's & Oh's" (Elle King)

#### Utröstningen
Listar här nedan de två sist utropade deltagarna, varav den ena erhöll minst antal tittarröster.
Lägst antal tittarröster
| Frida Hörnquist | Magnus Schönberg |

Fotnot: Den av dessa två här ovan namngivna deltagarna som är markerad med mörkgrå färg (den till vänster) var den som tvingades lämna tävlingen.

### Vecka 2: Det här är jag
Sändes 6 oktober 2017. 
Deltagarna står nedanför i startordning
1. Gabriel Cancela – "Just the Way You Are" (Bruno Mars)
2. Kevin Klein – "Yesterday" (The Beatles)
3. Jemima Hicintuka – "Blow Your Mind (Mwah)" (Dua Lipa)
4. Magnus Schönberg – "Mercy" (Shawn Mendes)
5. Kevin Olsson – "Jealous" (Nick Jonas)
6. Olivia Åhs – "The Power of Love" (Céline Dion)
7. Joakim Jakobsson – "Rude" (Magic!)
8. Chris Kläfford – "Take Me to Church" (Hozier)
9. Erika Bitanji – "Titanium" (Sia)
10. Noah Gerstenfeld – "2U" (Justin Bieber)
11. Hanna Ferm – "Bleeding Love" (Leona Lewis)

#### Utröstningen
Listar här nedan de två sist utropade deltagarna, varav den ena erhöll minst antal tittarröster.
Lägst antal tittarröster
| Kevin Olsson | Gabriel Cancela |

Fotnot: Den av dessa två här ovan namngivna deltagarna som är markerad med mörkgrå färg (den till vänster) var den som tvingades lämna tävlingen.

### Vecka 3: Kärlek
Sändes 13 oktober 2017. 
Deltagarna står nedanför i startordning
1. Olivia Åhs – "Water Under the Bridge" (Adele)
2. Magnus Schönberg – "When You Love Someone" (James TW)
3. Hanna Ferm – "Beautiful" (Christina Aguilera)
4. Joakim Jakobsson – "Brinner i bröstet" (Danny Saucedo)
5. Erika Bitanji – "Halo" (Beyoncé)
6. Gabriel Cancela – "How Am I Supposed to Live Without You" (Michael Bolton)
7. Noah Gerstenfeld – "Stitches" (Shawn Mendes)
8. Jemima Hicintuka – "Stay with Me" (Sam Smith)
9. Chris Kläfford – "Utan dina andetag" (Kent)
10. Kevin Klein – "What About Us" (Pink)

#### Utröstningen
Listar här nedan de två sist utropade deltagarna, varav den ena erhöll minst antal tittarröster.
Lägst antal tittarröster
| Olivia Åhs | Noah Gerstenfeld |

Fotnot: Den av dessa två här ovan namngivna deltagarna som är markerad med mörkgrå färg (den till vänster) var den som tvingades lämna tävlingen.

### Vecka 4: Hits på svenska
Sändes 20 oktober 2017. 
Deltagarna står nedanför i startordning
1. Noah Gerstenfeld – "Fan va bra" (Jakob Karlberg)
2. Joakim Jakobsson – "Valborg" (Håkan Hellström)
3. Jemima Hicintuka – "Jag kommer" (Veronica Maggio)
4. Gabriel Cancela – "Snacket på stan" (Danny Saucedo)
5. Kevin Klein – "Öppna din dörr" (Tommy Nilsson)
6. Hanna Ferm – "Allt jag behöver" (Miriam Bryant)
7. Magnus Schönberg – "Ramlar" (Håkan Hellström)
8. Chris Kläfford – "Somliga går i trasiga skor" (Cornelis Vreeswijk)
9. Erika Bitanji – "Rygg mot rygg" (Molly Sandén)

#### Utröstningen
Listar här nedan de två sist utropade deltagarna, varav den ena erhöll minst antal tittarröster.
Lägst antal tittarröster
| Magnus Schönberg | Noah Gerstenfeld |

Fotnot: Den av dessa två här ovan namngivna deltagarna som är markerad med mörkgrå färg (den till vänster) var den som tvingades lämna tävlingen.

### Vecka 5: Duetter
Sändes 27 oktober 2017. 
Deltagarna står nedanför i startordning (som duettpar)
1. Hanna Ferm & Noah Gerstenfeld – "True Colors" (Justin Timberlake, Anna Kendrick)
2. Chris Kläfford & Kevin Klein – "Where the Streets Have No Name" (U2)
3. Jemima Hicintuka & Joakim Jakobsson – "Never Forget You" (Zara Larsson, MNEK)
4. Erika Bitanji & Gabriel Cancela – "No Air" (Jordin Sparks, Chris Brown)

#### Utröstningen
Listar här nedan de två sist utropade deltagarna, varav den ena erhöll minst antal tittarröster.
Lägst antal tittarröster
| Erika Bitanji | Jemima Hicintuka |

Fotnot: Den av dessa två här ovan namngivna deltagarna som är markerad med mörkgrå färg (den till vänster) var den som tvingades lämna tävlingen.

### Vecka 6: Klassiska hits
Sändes 3 november 2017. 
Deltagarna står nedanför i startordning
1. Joakim Jakobsson – "It's Not Unusual" (Tom Jones)
2. Noah Gerstenfeld – "Suspicious Minds" (Elvis Presley)
3. Hanna Ferm – "River Deep - Mountain High" (Tina Turner)
4. Kevin Klein – "When a Man Loves a Woman" (Percy Sledge)
5. Gabriel Cancela – "A Change Is Gonna Come" (Sam Cooke)
6. Jemima Hicintuka – "Fever" (Peggy Lee)
7. Chris Kläfford – "Fly Me to the Moon" (Frank Sinatra)

#### Utröstningen
Listar här nedan de två sist utropade deltagarna, varav den ena erhöll minst antal tittarröster.
Lägst antal tittarröster
| Joakim Jakobsson | Kevin Klein |

Fotnot: Den av dessa två här ovan namngivna deltagarna som är markerad med mörkgrå färg (den till vänster) var den som tvingades lämna tävlingen.

### Vecka 7: Mamma och pappa väljer låt
Sändes 10 november 2017. 
Deltagarna står nedanför i startordning
1. Gabriel Cancela – "La copa de la vida" (Ricky Martin)
2. Jemima Hicintuka – "Is This Love" (Bob Marley)
3. Hanna Ferm – "Stop" (Sam Brown)
4. Chris Kläfford – "Resolution" (Matt Corby)
5. Noah Gerstenfeld – "When You're Looking Like That" (Westlife)
6. Kevin Klein – "You Raise Me Up" (Josh Groban)

#### Utröstningen
Listar här nedan de två sist utropade deltagarna, varav den ena erhöll minst antal tittarröster.
Lägst antal tittarröster
| Noah Gerstenfeld | Gabriel Cancela |

Fotnot: Den av dessa två här ovan namngivna deltagarna som är markerad med mörkgrå färg (den till vänster) var den som tvingades lämna tävlingen.

### Vecka 8: Världsstjärnor
Sändes 17 november 2017. 
Deltagarna står nedanför i startordning

#### Rond 1: Nutid
1. Chris Kläfford – "Without You" (Avicii)
2. Kevin Klein – "Love Me Like You Do" (Ellie Goulding
3. Hanna Ferm – "Born This Way" (Lady Gaga)
4. Gabriel Cancela – "Locked Out of Heaven" (Bruno Mars)
5. Jemima Hicintuka – "Lush Life" (Zara Larsson)

#### Rond 2: Nostalgi
1. Chris Kläfford – "I Don't Want to Miss a Thing" (Aerosmith)
2. Kevin Klein – "I Want It That Way" (Backstreet Boys)
3. Hanna Ferm – "I Wanna Dance with Somebody" (Whitney Houston)
4. Gabriel Cancela – "Freedom! '90" (George Michael)
5. Jemima Hicintuka – "What's Love Got to Do With It" (Tina Turner)

#### Utröstningen
Listar här nedan de två sist utropade deltagarna, varav den ena erhöll minst antal tittarröster.
Lägst antal tittarröster
| Kevin Klein | Gabriel Cancela |

Fotnot: Den av dessa två här ovan namngivna deltagarna som är markerad med mörkgrå färg (den till vänster) var den som tvingades lämna tävlingen.

### Vecka 9: Listettor & duetter med gamla Idoler
Sändes 24 november 2017. 
Deltagarna står nedanför i startordning

#### Rond 1: Listettor
1. Hanna Ferm – "Crazy" (Gnarls Barkley)
2. Gabriel Cancela – "Beat It" (Michael Jackson)
3. Jemima Hicintuka – "New Rules" (Dua Lipa)
4. Chris Kläfford – "Sex on Fire" (Kings of Leon)

#### Rond 2: Duetter med gamla Idoler
1. Hanna Ferm & Liamoo – "Love Me Harder" (Ariana Grande, The Weeknd)
2. Gabriel Cancela & Lisa Ajax – "Dusk Till Dawn" (Zayn, Sia)
3. Jemima Hicintuka & Robin Bengtsson – "Kiss" (Prince)
4. Chris Kläfford & Linnea Henriksson – "Strövtåg i hembygden" (Mando Diao)

Listar här nedan de två sist utropade deltagarna, varav den ena erhöll minst antal tittarröster.
Lägst antal tittarröster
| Jemima Hicintuka | Hanna Ferm |

Fotnot: Den av dessa två här ovan namngivna deltagarna som är markerad med mörkgrå färg (den till vänster) var den som tvingades lämna tävlingen.

### Vecka 10: Semifinal (Juryns val)
Sändes 1 december 2017. 
Deltagarna står nedanför i startordning

#### Rond 1: Utmaningslåt
1. Gabriel Cancela – "SexyBack" (Justin Timberlake)
2. Chris Kläfford – "Hotline Bling" (Conor Maynard)
3. Hanna Ferm – "Into You" (Ariana Grande)

#### Rond 2: Glänsarlåt
1. Gabriel Cancela – "Sexual Healing" (Marvin Gaye)
2. Chris Kläfford – "Heaven" (Bryan Adams)
3. Hanna Ferm – "Firework" (Katy Perry)

#### Utröstningen
Lägst antal tittarröster
| Gabriel Cancela |

## Final

### Vecka 11: Final
Sändes 8 december 2017.
Deltagarna står nedanför i startordning

#### Rond 1: Eget val
1. Chris Kläfford – "I Will Wait" (Mumford & Sons)
2. Hanna Ferm – "Stronger (What Doesn't Kill You)" (Kelly Clarkson)

#### Rond 2: Tittarnas val
1. Chris Kläfford – "Imagine" (John Lennon)
2. Hanna Ferm – "Crazy" (Gnarls Barkley)

#### Rond 3: Vinnarlåten
1. Chris Kläfford – "Treading Water"
2. Hanna Ferm – "Treading Water"

Här nedan listas den deltagare som erhöll flest antal tittarröster och därmed vann Idol 2017.
| Vinnaren       |
| Chris Kläfford |